# Rabisja
Rabisja (bulgariska: Рабиша) är ett distrikt i Bulgarien.   Det ligger i kommunen Obsjtina Belogradtjik och regionen Vidin, i den nordvästra delen av landet, 130 km nordväst om huvudstaden Sofia. Antalet invånare är 310.
Omgivningarna runt Rabisja är en mosaik av jordbruksmark och naturlig växtlighet. Runt Rabisja är det glesbefolkat, med 17 invånare per kvadratkilometer.